# Sportfreunde 95 Dortmund
Die Sportfreunde 95 Dortmund waren ein Fußballverein in Dortmund in Nordrhein-Westfalen. Der Club ging 1933 aus einer Fusion des Dortmunder SC 95 und BC Sportfreunde 06 Dortmund hervor. Die Verbindung war nur zustande gekommen, damit die Westfalenmetropole mit einem vermeintlich leistungsstarken Club in der neuen Gauliga Westfalen vertreten war.

## Die Neugliederung des Dortmunder Fußballs 1933
Eines der wesentlichen Ziele der Nationalsozialisten war die Schaffung von Großvereinen zur Vorbereitung der Gleichschaltung. Um dieses Ziel zu erreichen, erhielten Vereine, die aus einem Zusammenschluss entstanden, die Chance, bei der vorgesehenen Neuordnung des Fußballs einer höheren Spielklasse zugeordnet werden.
Dies galt insbesondere für Dortmund, das in der Saison 1932/33 lediglich einen Erstligisten, den VfL Hörde, vorweisen konnte. Die Nachbarstädte vergleichbarer Größe wie Essen und Bochum waren dagegen mit fünf, Gelsenkirchen mit vier Klubs in der Sonderklasse vertreten. Selbst Herne hatte zwei Teams in der höchsten Klasse.
Mit der Aussicht auf einen Platz in der neu zu schaffenden Gauliga wollte der Dortmunder Sportkommissar Paul Wagner eine Verbindung zwischen dem ältesten und angesehensten Verein, dem Dortmunder SC 95 und dem leistungsstärksten Club VfL Hörde zustande bringen. Von dieser Kombination erhoffte man sich eine Aufwertung der angeschlagenen Dortmunder Fußball-Reputation. Doch der VfL Hörde willigte in die Fusion nicht ein.

## Ein „Retortenverein“ für die neue Gauliga
Mit der Bekanntgabe der neuen Klassen im Verbandsblatt wurde der neue Verein präsentiert: „Sportfreunde 95 Dortmund“. Dahinter verbarg sich der Zusammenschluss des „Sport-Club 95“ mit dem „Ballspielclub Sportfreunde 06“. Beide Vereine hatten mit der südlichen Innenstadt dasselbe Einzugsgebiet. In der Chronik der 95er heißt es, die Fusion sei „auf Betreiben des damaligen Kreissportbeauftragten“ zustande gekommen. Zweck der Vereinigung sei es gewesen, „von oben herab dem ramponierten Ruf des Dortmunder Fußballs wieder neuen Glanz zu verleihen“.
Wie groß Überraschung und Skepsis der Fachwelt über diese Wahl waren, lässt sich aus dem Kommentar im „Sport vom Sonntag“ vom 4. September 1933 herauslesen, der hier in Auszügen wiedergegeben werden soll:
„Nach welchen Gesichtspunkten die Zuteilung der Vereine zu den einzelnen Klassen erfolgt ist, wird in den amtlichen Mitteilungen leider nicht gesagt. Der beste Verein in Dortmund z. B., der bisher in der Oberliga spielte, ist VfL Hörde. Die nächst besten Vereine waren nach dem letzten Tabellenstand Arminia Marten, Borussia Dortmund, TBV Mengede und Alemannia Dortmund. An sechster Stelle folgt Sportfreunde und an zehnter Dortmund 95. Laut amtlicher Mitteilung spielen nur Sportfreunde und Dortmund 95 in der höchsten Klasse...
Wir konnten in Erfahrung bringen, dass nur einer Dortmunder Vereinigung der Aufstieg zur Gauliga vom Gau freigegeben war. Inwieweit aber dann alle Vereine aufgefordert wurden, sich zusammenzuschließen, und inwieweit diese Verhandlungen amtlicherseits gefördert wurden, das ist eine Sache für sich. Eine Erörterung würde hier zu weit führen; Interessenten gibt Herr Otto Röhr, Dortmund, gern Auskunft. Uns interessiert nur die Frage: Warum hält man eine Vereinigung unterer Vereine und nicht den ersten und zweitbesten Verein (VfL Hörde und Arminia Marten) für würdig, in der Gauliga zu spielen..?“
Die Zeitung äußerte deutlich ihre Skepsis und diese Skepsis war berechtigt. Bereits nach einem Jahr stiegen die Sportfreunde 95 wieder aus der Gauliga ab, und Dortmund war zwei Jahre lang ohne Erstligisten. Dem Abstieg folgte die Trennung der beiden Vereine. Die „inneren Gegensätze“ hätten die Vereinigung scheitern lassen, heißt es dazu in der DSC-Chronik.

## Nachspiel für die 95er
Der ausgebliebene Erfolg des „Retortenvereins“ hatte für die 95er ein Nachspiel. In der Chronik heißt es:
„Trotz einer nicht nur mündlichen, sondern auch schriftlich gegebenen Zusage, dass bei einem Scheitern der Vereinigung der Verband beide Vereine wieder in die Bezirksklasse einzureihen habe und dann beide Vereine für ein Jahr ‚Schonzeit’ hätten, wurde vom Verband nur der erste Teil der Zusage eingehalten, während man im Jahr darauf den DSC 95 absteigen ließ. So sah sich der DSC 95 im Spieljahr 1936/37 in die erste Kreisklasse versetzt, während Sportfreunde 06 in der Bezirksklasse verblieb.“
Die 95er kämpften noch jahrelang gegen die Entscheidung der Sportinstanz wegen nicht eingehaltener Zusagen. Der Rechtsstreit zog sich bis 1943 hin. Erst da gab der damalige Vorsitzende, Paul Kemper, den Kampf verloren: Sein Kampf um Gerechtigkeit hatte sich, so die Chronik, zwischenzeitlich auf die politische Bühne verlagert, und er sah nicht nur seine berufliche Existenz, sondern auch seine Freiheit bedroht.

## Verwendete Materialien
- Vereinsschriften des SC Dortmund 95 / TSC Eintracht Dortmund
- Zeitgenössische Zeitungen, insbesondere „Sport vom Sonntag“
- Gespräche mit Zeitgenossen